# Salvador Vilanova
Salvador Antonio Vilanova (* 30. Oktober 1952 in San Salvador) ist ein salvadorianischer Sportler.
Salvador Vilanova wurde als Schwimmer mehrfacher nationaler Meister über 100 und 200 Meter Freistil und war zweifacher Teilnehmer bei Olympischen Sommerspielen. Bei den Olympischen Sommerspielen 1968 und 1972 war er der Flaggenträger der Delegation des Comité Olímpico de El Salvador.
1968 in Mexiko startete er in den olympischen Disziplinen:
- 100 Meter Freistil
- 200 Meter Freistil
- 4 × 100 Meter Staffel Freistil
- 100 Meter Schmetterling
- 200 Meter Lagen

1972 in München:
- 100 Meter Freistil
- 4 × 100 Meter Staffel Freistil
- 100 Meter Schmetterling